# Kintetsu Railway
Kintetsu Railway (近畿日本鉄道株式会社 Kinki Nippon Tetsudō Kabushiki-gaisha?)  är ett järnvägsbolag i Japan med huvudkontor i Osaka. Företaget har 6 773 anställda.

## Järnvägsnät
Kintetsus område täcker Tokai, Kinki.
Totalt har nätet 310 mil järnvägslinjer för passagerartrafik och 286 stationer (2023).